# Toxicocalamus mattisoni
Toxicocalamus mattisoni — вид змій родини аспідових (Elapidae). Описаний у 2020 році.

## Поширення
Ендемік Папуа Нової Гвінеї. Виявлений на схилах гори Сімпсон у провінції Мілн-Бей на південному сході країни на висоті 1300—1490 м над рівнем моря. Трапляється у тропічних лісах.